# فروم رم
فروم روم (لاتین: Forum Romanum) یک فروم (پلازا یا میدان) مستطیل شکل است که با خرابه‌های چندین ساختمان مهم دولتی در مرکز شهر رم احاطه شده است. شهروندان شهر باستانی به این فضا، که در اصل یک بازار است، به عنوان فروم مگنوم یا صرفاً فروم اشاره می‌کردند.
برای قرن‌ها فروم مرکز زندگی روزمره در رم بود: محل برگزاری تظاهرات و انتخابات، محل برگزاری سخنرانی‌های عمومی، محاکمات جنایی و مسابقه‌های گلادیاتوری؛ و هسته امور بازرگانی. محل مجسمه‌های یادبود مردان بزرگ را که گرامی می‌داشتند. این فروم قلب پر جنب و جوش روم باستان، مشهورترین مکان ملاقات در جهان و در تمام طول تاریخ خوانده شده است. این گردهمایی که در دره کوچک بین تپه پالاتینوس و کاپیتولاین واقع شده است، امروز یک ویرانه بزرگ از قطعات معماری و حفاری‌های باستان‌شناسی متناوب است که سالانه ۴٫۵ میلیون یا بیشتر تماشاگران را به خود جلب می‌کند.
بسیاری از قدیمی‌ترین و مهم‌ترین سازه‌های شهر باستانی در فروم یا نزدیک آن قرار داشتند. اولین پادشاهان و معابد پادشاهی روم در لبه جنوب شرقی قرار داشتند. این شامل اقامتگاه سلطنتی سابق قدیمی، رجیا (قرن هشتم پیش از میلاد) و معبد وستا (قرن ۷ قبل از میلاد) و همچنین مجموعه‌های اطراف ویرانه‌های وستال، که همه آنها پس از ظهور رم امپراتوری بازسازی شدند.

## شرح
برخلاف فروم‌های سلطنتی بعدی در رم - که خود آگاهانه از میدان عمومی باستانی یونان (πλατεiα)یا میدان شهر الهام‌گرفته بودند، فروم رم به تدریج و در طول چند قرن به صورت تدریجی توسعه یافت. این کار به دلیل تلاش‌هایی است که به صورت موفقیت‌آمیز، برای برقراری نظم در آنجا، به وسیله سولا، ژولیوس سزار، آگوستوس و دیگران انجام می‌شود. در دوره امپراتوری، ساختمان‌های عمومی بزرگ که اطراف میدان مرکزی متراکم بودند، مساحت باز را به مستطیل حدود ۱۳۰ تا ۵۰ متر تقلیل داده بودند.

## تاریخچه

### پادشاهی روم

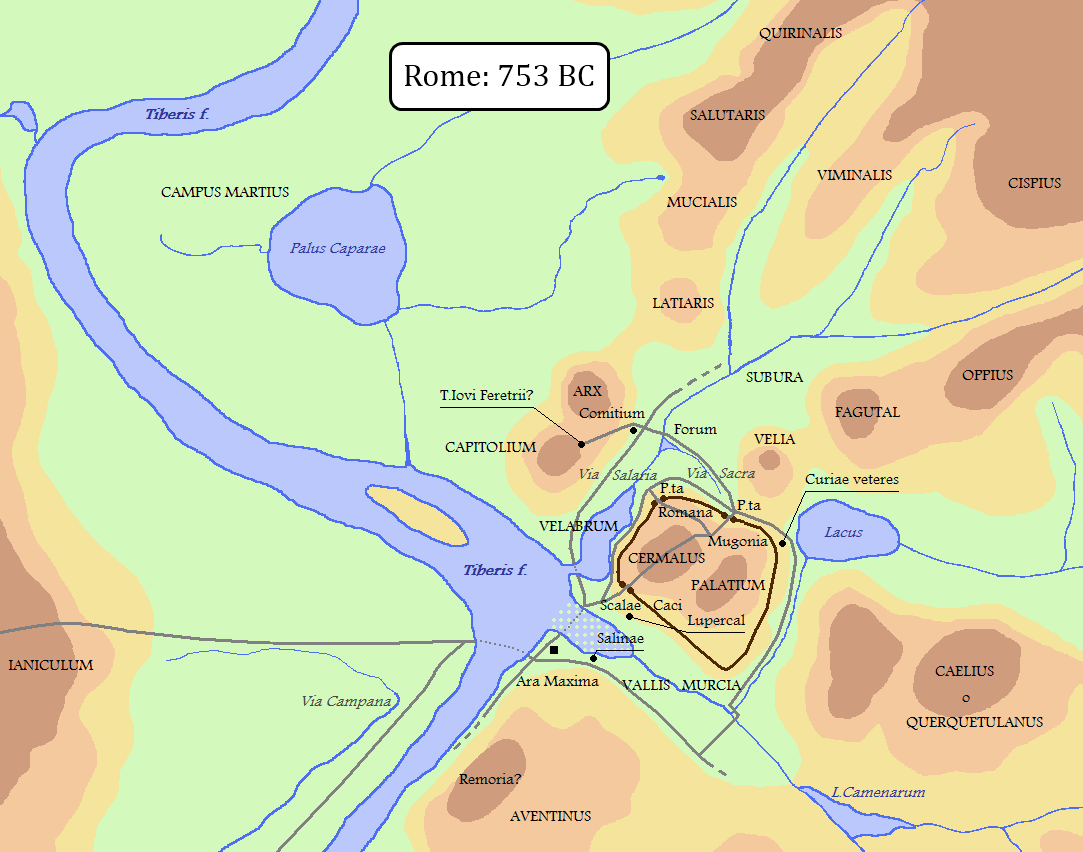
نقشه تقریبی رم در حدود ۷۵۳ سال قبل از میلاد که نشان دهنده وضعیت باتلاق فروم اولیه بین آرکس و ولایا است.

تالاب اصلی، کم عمق و پوشیده از علف بود، فروم در قرن هفتم پیش از میلاد با ساختن ماکزیما (Maxima)، یک سیستم فاضلاب سرپوشیده بزرگ که در تیبر تخلیه می‌شد، زه‌کشی شد و جمعیت بیشتری در میان این دو تپه ساکن شدند.
بر اساس سنت، شروع این فروم با اتحاد بین رومولوس، نخستین پادشاه روم که بر تپه پالاتینوس تسلط یافته بود و رقیبش، تای توس، که تپه کاپیتولاین را اشغال کرده‌بود، مرتبط است.

### جمهوری روم
در طول دوره جمهوری روم، کمیتیوم به مکان مرکزی همه امور قضایی و سیاسی در شهر تبدیل شد. با این حال، برای ایجاد یک مکان گردهمایی بزرگ‌تر به‌عنوان سنا، شروع به گسترش فضای بازبین کمیتیوم و معبد وستا به وسیله خرید خانه‌های خصوصی موجود و از بین بردن آن‌ها برای استفاده عمومی کرد. پروژه‌های ساخت چند کنسول در هر دو کمیتیوم و میدان مرکزی مجاور که در حال تبدیل به فروم بود، انجام شد.

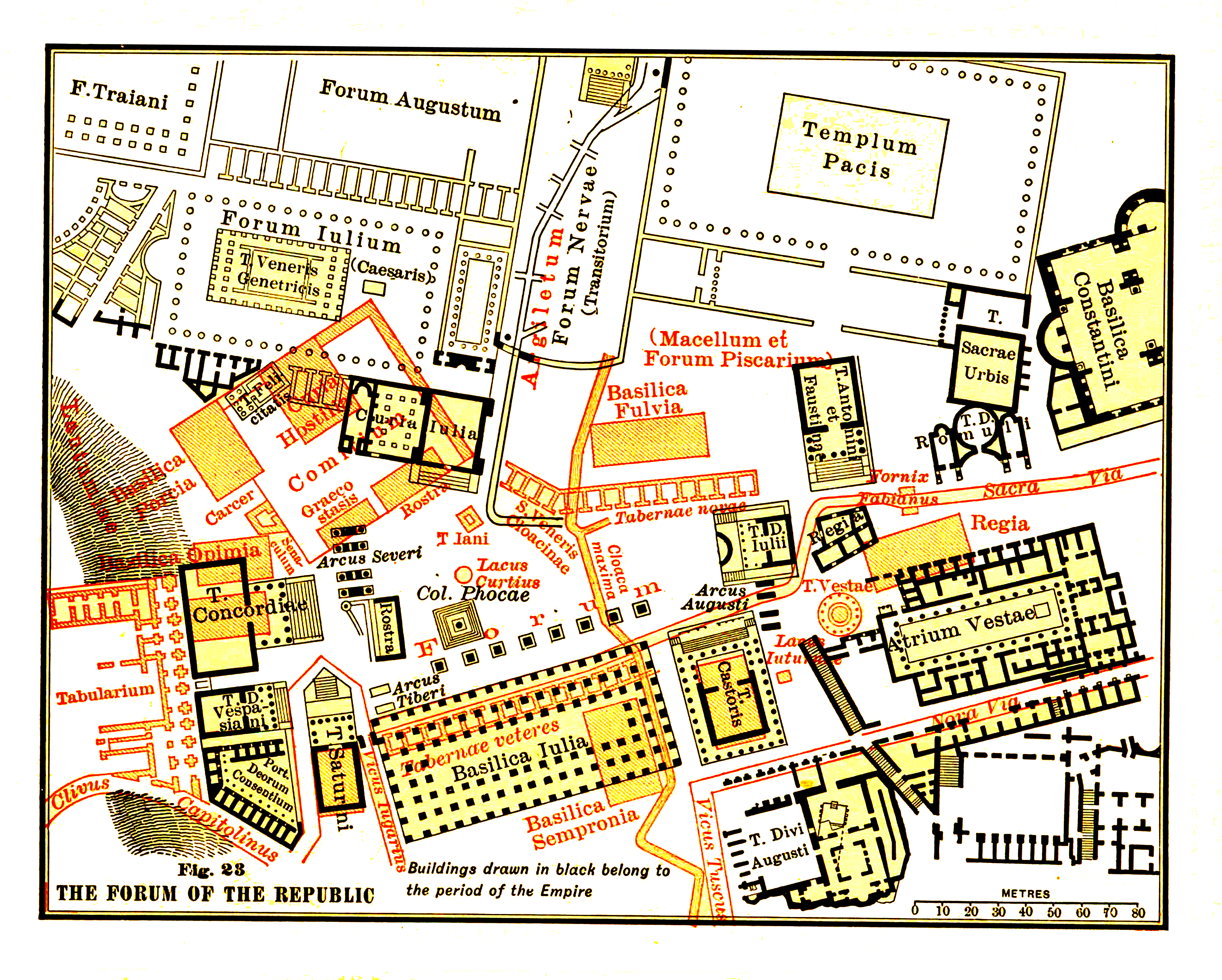
نقشه فروم رم. سازه‌های جمهوری رم به‌رنگ قرمز نشان داده شده است، سازه‌های امپراتوری روم به رنگ سیاه و سفید. از توپوگرافی پلاتنر و بناهای روم باستان، ۱۹۰۴ (تنظیم شده)

### امپراتوری روم

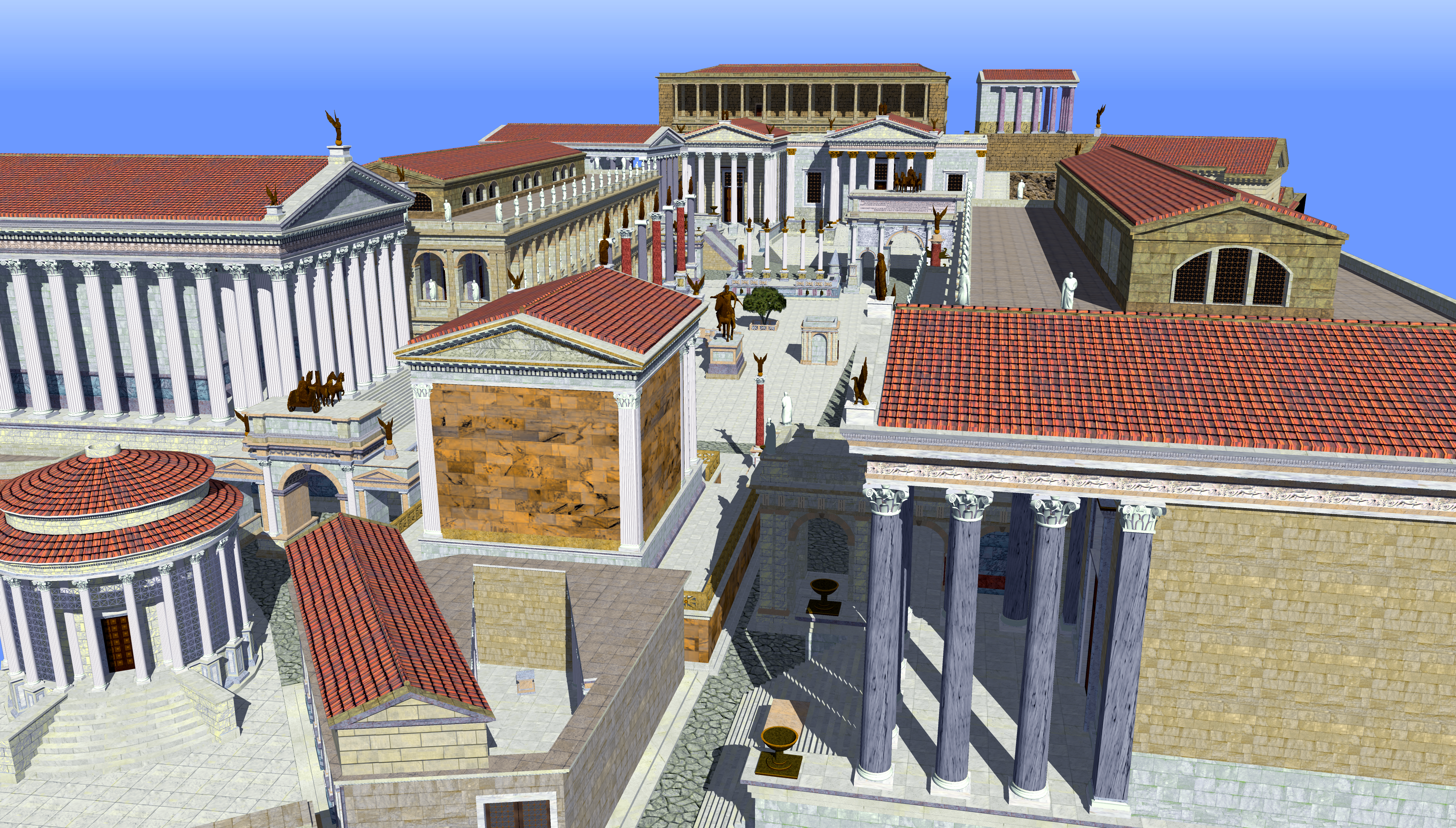
ارائه منظر فروم رم به‌همان شکلی که در اواخر دوره امپراطوری وجود داشت.

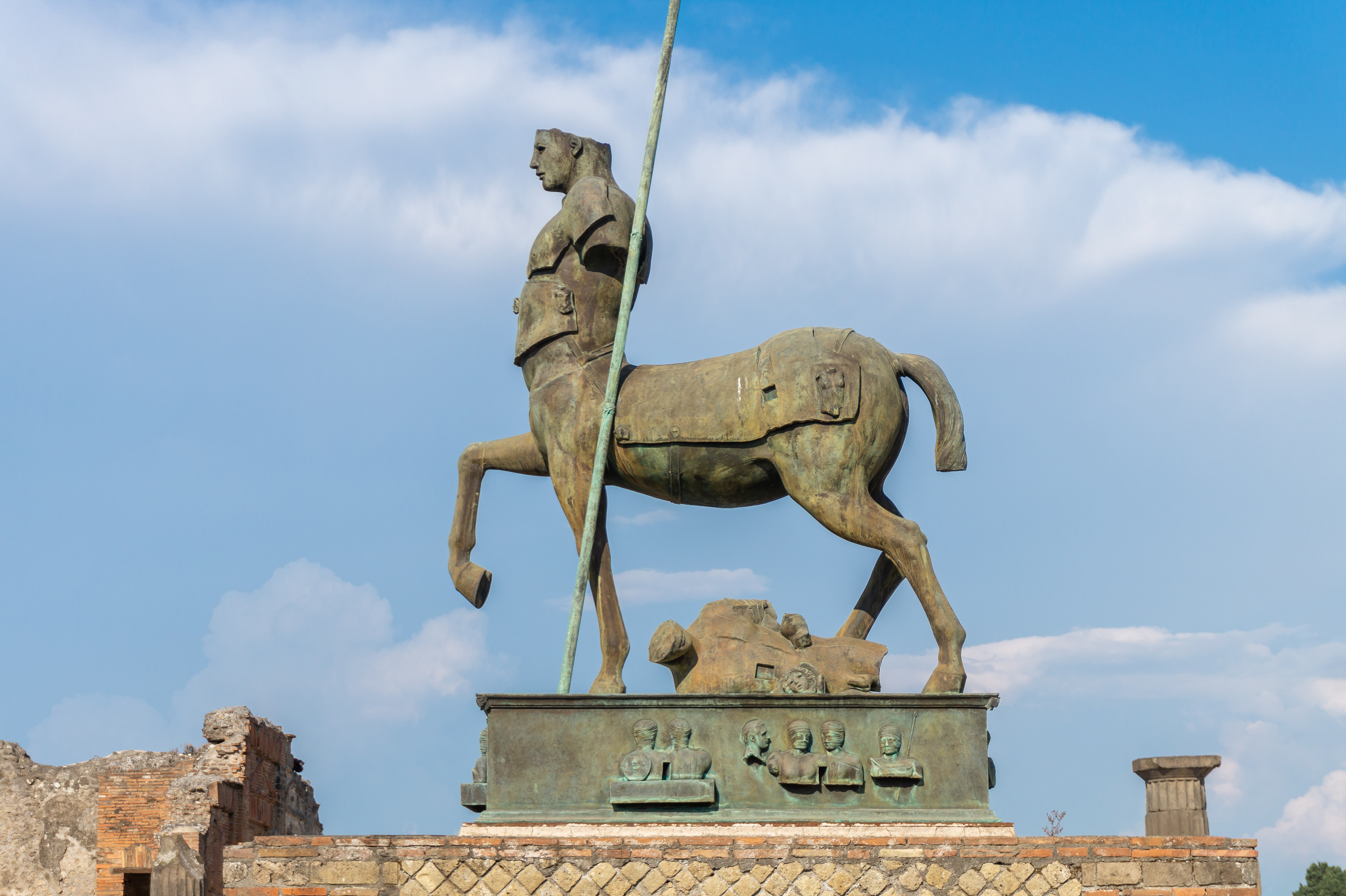
تندیسی از سانتور در پمپئی

بعد از مرگ ژولیوس سزار و پایان جنگ‌های داخلی بعدی، آگوستوس کار بزرگ دایی خود را به پایان برده و فروم را به آخرین شکل آن می‌رساند. این مکان شامل قسمت جنوب شرقی میدان بود که در آن معبد دیووس لولیوس و طاق آگوستوس دوم (هر دو در ۲۹ پیش از میلاد) را بنا کرد. این فروم شاهد ترور یک امپراتور روم در سال ۶۹ میلادی بود: گالبا برای ملاقات با شورشیان از کاخ بیرون آمده بود، اما آنقدر ناتوان و ضعیف بود که مجبور بود در یک کجاوه حمل شود. او بلافاصله با گروهی از سواره‌نظام رقیب خود اتو (Otho) در نزدیکی لاکوس کورتیوس (Lacus Curtius) در فروم مواجه و در آنجا کشته شد.